# 大巴拉赫尼亞河
大巴拉赫尼亞河是俄羅斯的河流，由克拉斯諾亞爾斯克邊疆區負責管轄，河道全長532公里，流域面積12,600平方公里，發源自北西伯利亞低地，河水主要來自雨水和融雪，每年九月至翌年六月結冰。